# Claire Booth
Claire Alexandra Windsor (nascuda Claire Booth el 29 de desembre de 1977 a Sheffield, Yorkshire), és esposa d'Alexander Windsor, comte d'Ulster, fill i hereu del príncep Ricard de Gloucester duc de Gloucester.
Va estudiar medicina al King's College de Londres, on es gradua de Baccalaureus Scientiae (BSc) (graduat de ciències en català) després de Medicinae Baccalaureus Baccalaureus Chirurgiae (MBBS), graduat de medicina i cirurgia. Posteriorment al University College de Londres obté un màster en ciències Magister Scientiae (MSc) i després es passa a la Universitat de Londres per a iniciar el seu doctorat.
Està especialitzada i exerceix com a pediatra.

## Descendència
Es va casar amb Lord Ulster el 22 de juny de 2002 a la capella reial del palau de St. James. Es va convertir oficialment en comtessa d'Ulster o Lady Ulster, però ella prefereix que la coneguin com Dra. Clara Booth.
Booth és la filla gran de Robert Booth de Weston Turville, Buckinghamshire (originari de Rotherham) per la seva dona Barbara, filla de Wilfred Hitchin; la seva germana menor, Joanne Booth, va néixer el 1979.
El comte i la comtessa d'Ulster van tenir el seu primer fill, Xan Windsor, baró Culloden, el 12 de març de 2007 i una segona filla, Lady Cosima Windsor, el 20 de maig del 2010.

## Títols i tractament
- Desembre de 1977 - setembre de 2001: Senyoreta Clara Booth.
- Setembre de 2001 - present: Dra. Claire Booth (professional)
- Juny de 2002 - present: Comtessa d'Ulster.